# Bosna
Il fiume Bosna (in serbo Босна?) con i suoi 271 km è il terzo fiume più lungo della Bosnia ed Erzegovina.
La Bosna nasce dalle risorgive di Vrelo Bosne ("fonte della Bosna") alle pendici del monte Igman nella periferia di Sarajevo; le sue sorgenti sono una delle principali attrazioni naturali dello Stato.
La Bosna scorre poi verso settentrione attraversando la parte centrale della Bosnia per confluire infine nella Sava nei pressi di Bosanski Samac.
Il nome deriva dal nome latino Bosona, che a sua volta sembra derivare dall'illirico boghi-na, "scorrente". Sulla Tavola Peutingeriana è anche indicata una stazione ad Basantem.